# Rum, Sodomy, and the Lash
| Recensione | Giudizio       |
| ---------- | -------------- |
| Ondarock   | Pietra miliare |

Rum, Sodomy and the Lash è un album dei Pogues, pubblicato nel 1985 per la casa discografica Stiff Records. Il disco è stato prodotto da Elvis Costello e registrato presso gli Elephant Studios di Londra.
La copertina del disco è una riproduzione del dipinto La Zattera della Medusa di Théodore Géricault, in cui i personaggi sulla zattera hanno i volti dei musicisti del gruppo.

## Tracce
1. The Sick Bed of Cuchulainn - 2:59 (MacGowan)
2. The Old Main Drag - 3:19 (MacGowan)
3. Wild Cats of Kilkenny - 2:48 (strumentale; l'autore del brano non compare sul disco)
4. I'm a Man You Don't Meet Every Day - 2:55 (trad. arr. dai Pogues)
5. A Pair of Brown Eyes - 4:54 (MacGowan)
6. Sally Maclennane - 2:43 (MacGowan)
7. Dirty Old Town - 3:45 (Ewan MacColl)
8. Jesse James - 2:58 (trad. arr. dai Pogues)
9. Navigator - 4:12 (P. Gaston)
10. Billy's Bones - 2:02 (MacGowan)
11. The Gentleman Soldier - 2:04 (trad. arr. dai Pogues)
12. And the Band Played Waltzing Mathilda - 8:10 (Eric Bogle)

### Tracce Bonus
Nel 2004 è stata pubblicata una versione dell'album rimasterizzata e ampliata con 6 bonus tracks
1. A Pistol for Paddy Garcia  – 2:31* (Finer) dedicata a Paddy Garcia
2. London Girl  – 3:05** (MacGowan)
3. A Rainy Night in Soho  – 5:36** (Fearnley Finer, MacColl, MacGowan, O'Riordan, Ranken)
4. Body of an American  – 4:49** (MacGowan)
5. Planxty Noel Hill  – 3:12** (Finer)
6. The Parting Glass  – 2:14 (traditional)

*Questa traccia era stata pubblicata nella versione originale in audiocassetta
**Questa traccia era stata pubblicata nell'EP Poguetry in Motion

## Formazione
- Shane MacGowan
- Jeremy "Jem" Finer
- James Fearnley
- Cait O'Riordan
- Andrew Ranken
- Spider Stacey
- Philip Chevron

### Ospiti
- Tommy Keane (uillean pipes)
- Henry Benagh (violino)
- Dick Cuthell (corno)